# Jiří Havelka
Jiří Havelka (ur. 25 lipca 1892 w Orle, zm. 5 czerwca 1964 w Hostomicach) – czeski prawnik i polityk, minister transportu w rządzie Aloisa Eliáša i szef kancelarii prezydenta Emila Háchy w latach 1938–1941.

## Życiorys
Syn Jana (ur. 1844, zm. 1926), filologa klasycznego i dyrektora gimnazjum w mieście Orzeł. Miał siostrę, Marię (ur. 1890, zm. 1936) i brata Jana, zwanego także Iwanem, który pracował jako radca czechosłowackiej ambasady w Tokio. 
Po przejściu rodziców na emeryturę, w 1902 roku wyjechał z nimi do Czech. Edukację pobierał w Pradze, gdzie ukończył szkołę podstawową i gimnazjum na Vinohradach. W 1912 roku podjął studia prawnicze. W 1913 roku został powołany do wojska, a podczas I wojny światowej jako porucznik 2 Pułku Dragonów walczył na froncie wschodnim, a w 1918 roku także na froncie włoskim. 
Po zakończeniu I wojny światowej, w 1919 roku ukończył przerwane wcześniej studia prawnicze na Uniwersytecie Karola. W tym samym roku podjął pracę w praskiej dyrekcji kolei, a od 1921 roku pracował w czechosłowackim Ministerstwie Transportu. Do 1923 roku pracował w pionie finansowym, następnie pracował jako sekretarz kilku ministrów. Od 1927 roku współpracował z Emilem Háchą. W 1932 roku popadł w konflikt z ministrem transportu Josefem Hůlą. 
W 1931 roku uzyskał habilitację na Uniwersytecie Karola, a od 1933 roku był sędzią Najwyższego Sądu Administracyjnego. Od 1935 do 1938 roku pełnił funkcję przewodniczącego prezydium Najwyższego Sądu Administracyjnego. W 1938 roku został mianowany sędzią trybunału administracyjnego przy Lidze Narodów. Latem 1938 roku był członkiem komisji mającej ocenić prawne aspekty żądań wysuwanych przez Niemców sudeckich. 
Po objęciu urzędu prezydenta przez Emila Háchę, dzień po jego wyborze został mianowany szefem jego kancelarii. Od 1 grudnia 1938 roku pełnił funkcję ministra bez teki w pierwszym, a następnie także drugim rządzie Rudolfa Berana. Był jednym z najbardziej wpływowych członków rządu, był także jednym z głównych współzałożycieli Narodowego Zjednoczenia. Od 1939 roku blisko współpracował z Ladislavem Feierabendem. 
16 marca 1939 na zamku na Hradczanach spotkał się z Adolfem Hitlerem i Joachimem von Ribbentropem. W kwietniu 1939 roku brał udział w wyjeździe Háchy do Berlina, gdzie ponownie spotkał się z Hitlerem. Od 27 kwietnia 1939 roku do 3 lutego 1940 roku był wicepremierem Protektoratu Czech i Moraw, a od 27 kwietnia 1939 roku do 25 kwietnia 1941 roku pełnił funkcje ministra transportu w rządzie Aloisa Eliáša. Reprezentował rząd protektoratu w negocjacjach z Karlem Hermannem Frankiem, w których dzięki swojemu wykształceniu prawniczemu zapobiegł wydaniu wielu antyczeskich i antyżydowskich ustaw. Rzekomo proponowano mu objęcie stanowiska premiera, na co miał się nie zgodzić. 
Od jesieni 1939 roku, za pośrednictwem Zdenka Bořka Dohalskiego utrzymywał bliskie kontakty z czechosłowackim ruchem oporu i rządem na emigracji. Używał pseudonimów „Herrenreiter” i „Lezec”. W styczniu 1940 roku wraz z Aloisem Eliášem spotkał się z Ladislavem Feierabendem i ostrzegł go przed aresztowaniem. Po jego ucieczce objął na krótko urząd ministra rolnictwa.
Był jednym z najbliższych współpracowników prezydenta Emila Háchy i w rzeczywistości miał sterować jego działaniami. W kwietniu 1941 roku protektor Konstantin von Neurath zażądał jego dymisji, a gdy Havelka odmówił, 24 kwietnia 1941 roku wycofał mu formalnie swoje uznanie, nakazał opuścić Pragę i zakazał mu kontaktów z prezydentem i rządem. Na początku września 1941 roku powrócił do pracy w Najwyższym Sądzie Administracyjnym.  
27 września 1941 roku został aresztowany przez Niemców. Przesłuchiwany był w pałacu Petschków, siedzibie praskiego Gestapo. Przetrzymywano go w więzieniu Pankrác, gdzie spotkał się z Miladą Horákovą oraz kontaktował się z Aloisem Eliášem. W grudniu 1941 roku Karl Hermann Frank poinformował Háchę, że Havelka ma stanąć przed sądem wojskowym. 22 grudnia 1941 roku został zwolniony z więzienia na skutek interwencji prezydenta Háchy i umieszczony w areszcie domowym, w którym przebywał do końca wojny. Nadzór nad Havelką sprawowali czescy policjanci, którzy nie stosowali się do rozkazów i ułatwiali Havelce przebywanie w areszcie domowym. W 1943 roku odszedł z pracy w Najwyższym Sądzie Administracyjnym i przeszedł na emeryturę. Otrzymywał pomoc finansową od Dominika Čipery i innych znajomych, część pomocy przekazywał Josefowi Lengsfeldowi, znajomemu Żydowi, który ukrywał się przed Niemcami. Na początku maja 1945 roku brał udział w budowaniu barykad podczas powstania praskiego.  
15 maja 1945 roku został aresztowany przez policję czechosłowacką i ponownie osadzony w więzieniu Pankrác, gdzie przebywał dwa lata. W więzieniu spotkał się z Jaroslavem Krejčím, Josefem Kalfusem, Janem Syrovým, Jindřichem Kamenickim, Adolfem Hrubým i Richardem Bienertem W 1947 roku został oskarżony o kolaborację i 30 stycznia rozpoczął się jego proces, w którym był sądzony razem z Rudolfem Beranem, Janem Syrovým, Otakarem Fischerem i Josefem Černým. Oskarżycielem był prokurator František Grospič, zastępcą Josef Urválek, a obrońcą Havelki był Kamill Resler, wcześniejszy obrońca Karla Hermanna Franka. Na korzyść Havelki zeznawali byli ministrowie i współpracownicy, a także przesłuchujący go w 1941 roku oficer Gestapo, Friedrich Dennert. 21 kwietnia 1947 roku jednomyślnie został uniewinniony przez sąd z zarzutu kolaboracji, uznano go jednak winnym wygłaszania i pisania proniemieckich przemówień. Groziło mu 10 lat więzienia, mimo to odstąpiono od ukarania go.
Spisywał i przekazywał dziennikarzom oraz historykom swoje wspomnienia, bronił także działań prezydenta Háchy i innych polityków Protektoratu. W 1952 roku został zmuszony do opuszczenia Pragi i zamieszkał w Hostomicach. Zajmował się sadownictwem i hodowlą królików, zarabiał także udzielając lekcji języka rosyjskiego, niemieckiego, francuskiego i angielskiego. Zmarł w 1964 roku na raka żołądka. Został pochowany na Cmentarzu Vinohradskim.
Jego pierwszą żoną była Ela z d. Šubrtová (zm. 1933), z którą wziął ślub w 1922 roku. Para miała dwóch synów: Miroslava (ur. 1921) i Jiříego (ur. 1924). W 1938 roku wziął ślub z Sylvą z d. Dobrá, z którą miał syna Jana (ur. 1943).
Jego wspomnienia wydano w 2015 roku.